# 罗密欧·科利纳
罗密欧·科利纳（義大利語：Romeo Collina，1953年6月7日—），意大利前男子水球运动员。他曾代表意大利国家队参加1980年和1984年夏季奥林匹克运动会水球比赛，分别获得第八名和第七名。